# Търсачи на приключения
„Търсачи на приключения“ (на френски: Les Aventuriers) е френско-италиански приключенски филм, излязъл по екраните през 1967 година. Филмът е режисиран от Робер Енрико. Главните роли се изпълняват от Ален Делон, Лино Вентура и Джоана Шимкус.

## Сюжет
Ролан и Маню са приятели. Всеки има своя мечта – Ролан изобретява автомобилен двигател, Маню е безразсъден летец, а Летисия създава скулптури от стари части от автообили, намерени предмети и бленува да закупи старо имение в Прованс. Но в един прекрасен ден те изоставят живота в Париж и се отправят на пътешествие в търсене на съкровище, потънало в Средиземно море. Според получената информация, на дъното на океана край бреговете на Конго лежи катастрофирал самолет, пълен с богатства. Тъкмо щастието най-после им се усмихва осъзнават, че има и други заинтересовани от богатството на изгубения самолет. Пътешествието им до Африка разкрива двойна игра и авнтюристите трябва да навържат частите в нея. Кръгът се затваря някъде в южна Франция.

## В ролите
| Актьор        | Роля         |
| ------------- | ------------ |
| Ален Делон    | Маню         |
| Лино Вентура  | Ролан        |
| Джоана Шимкус | Летиция Вайс |
| Серж Реджани  | Пилота       |
| Пол Кроше     | Волтен       |
| Ханс Майер    | Наемникът    |
| Ги Делорм     | Убиец        |
| Жан Троньон   | Жан-Жан      |

## Продукция
Филмът е заснет на относително екзотични места, особено заслужава да бъде споменат Фор Бояр (Fort Boyard).